# Проспериті (Південна Кароліна)
Проспериті (англ. Prosperity) — місто (англ. town) в США, в окрузі Ньюбері штату Південна Кароліна. Населення — 1178 осіб (2020).

## Географія
Проспериті розташоване за координатами 34°12′47″ пн. ш. 81°31′42″ зх. д. / 34.21306° пн. ш. 81.52833° зх. д. (34.213051, -81.528310).  За даними Бюро перепису населення США в 2010 році місто мало площу 4,85 км², з яких 4,84 км² — суходіл та 0,00 км² — водойми.

## Демографія
Згідно з переписом 2010 року, у місті мешкало 1180 осіб у 452 домогосподарствах у складі 310 родин. Густота населення становила 243 особи/км².  Було 519 помешкань (107/км²).
Расовий склад населення:
| - 55,6 % — білих - 42,0 % — чорних або афроамериканців - 0,3 % — корінних американців - 0,1 % — азіатів - 1,3 % — осіб інших рас |

До двох чи більше рас належало 0,8 %. Частка іспаномовних становила 3,1 % від усіх жителів.
За віковим діапазоном населення розподілялося таким чином: 25,3 % — особи молодші 18 років, 62,6 % — особи у віці 18—64 років, 12,1 % — особи у віці 65 років та старші. Медіана віку мешканця становила 38,8 року. На 100 осіб жіночої статі у місті припадало 80,4 чоловіків;  на 100 жінок у віці від 18 років та старших — 78,3 чоловіків також старших 18 років.
Середній дохід на одне домашнє господарство  становив 53 266 доларів США (медіана — 37 411), а середній дохід на одну сім'ю — 63 034 долари (медіана — 54 412). Медіана доходів становила 39 853 долари для чоловіків та 36 875 доларів для жінок. За межею бідності перебувало 20,4 % осіб, у тому числі 21,4 % дітей у віці до 18 років та 15,5 % осіб у віці 65 років та старших.
Цивільне працевлаштоване населення становило 472 особи. Основні галузі зайнятості: освіта, охорона здоров'я та соціальна допомога — 25,4 %, виробництво — 21,0 %, роздрібна торгівля — 13,1 %, науковці, спеціалісти, менеджери — 9,1 %.